# 오길남
오길남(吳吉男, 1942년 ~ )은 대한민국의 전 경제학자이다. 1970년, 서울대학교 독어독문학과를 졸업하고 1985년에 독일 브레멘 대학교에서 경제학 박사를 취득했다. 독일에서 반한 운동과 사회주의 추종을 열심히 했던 까닭에 북한의 눈에 들었고 유럽 거점 북한 공작원에게 포섭되어 1985년 12월 13일 가족과 함께 입북, 북한에서 대남흑색선전 담당 공작원이 되었다. 1986년, 공작원으로 독일에 파견되다가 덴마크 코펜하겐에서 탈출했다. 6년동안 가족의 송환을 시도했으나 실패하고 1992년에 주독일 대한민국 대사관에 출두하여 자수했다. 직후 아내 신숙자와 두 딸은 15호 수용소에 수용되었고, 신숙자와 두 딸의 생사 여부는 현재까지 묘연하다.

## 저서
- 《김일성 주석 내 아내와 딸을 돌려주오》(1993년), 문학과지성사. ISBN 108942400108

## 같이 보기
- 신숙자
- 조선민주주의인민공화국의 인권